# 带唇兰
带唇兰（学名：Tainia dunnii）为兰科带唇兰属下的一个种。产湖南、浙江、江西、福建、台湾、广东、香港、广西北部、四川和贵州中部。生于海拔580-1900米的常绿阔叶林下或山间溪边。

## 扩展阅读
- 维基共享资源上的相關多媒體資源：带唇兰
- 維基物種上的相關：带唇兰